# Kophosphaera excavata
Kophosphaera excavata är en mångfotingart som först beskrevs av Butler 1874.  Kophosphaera excavata ingår i släktet Kophosphaera och familjen Zephroniidae. Utöver nominatformen finns också underarten K. e. mammifera.